# São Tomé e Príncipe ai Giochi della XXX Olimpiade
São Tomé e Príncipe ha partecipato ai Giochi della XXX Olimpiade di Londra, che si sono svolti dal 27 luglio al 12 agosto 2012, con una delegazione di 2 atleti.

## Atletica leggera
Gare maschili
| Atleta                    | Gara  | Batterie | Batterie | Quarti | Quarti | Semifinali      | Semifinali      | Finale          | Finale          |
| Atleta                    | Gara  | Tempo    | Pos.     | Tempo  | Pos.   | Tempo           | Pos.            | Tempo           | Pos.            |
| ------------------------- | ----- | -------- | -------- | ------ | ------ | --------------- | --------------- | --------------- | --------------- |
| Christopher Lima da Costa | 100 m | 11.56    | 7        | N.D.   | N.D.   | Non qualificato | Non qualificato | Non qualificato | Non qualificato |

Gare femminili
| Atleta            | Gara           | Batterie | Batterie | Quarti | Quarti | Semifinali      | Semifinali      | Finale          | Finale          |
| Atleta            | Gara           | Tempo    | Pos.     | Tempo  | Pos.   | Tempo           | Pos.            | Tempo           | Pos.            |
| ----------------- | -------------- | -------- | -------- | ------ | ------ | --------------- | --------------- | --------------- | --------------- |
| Quaresma Lecabela | 100 m ostacoli | 14.54    | 6        | N.D.   | N.D.   | Non qualificata | Non qualificata | Non qualificata | Non qualificata |